# MSG Prime Minister's Cup 2022
La MSG Prime Minister's Cup 2022 se celebró del 17 al 30 de septiembre de 2022. Vanuatu fue sede de la competición y los partidos se jugaron en el Estadio Korman en Port Vila y en el Luganville Soccer Stadium en Luganville. El torneo fue una resurrección de la Copa Melanesia que no se celebraba desde el año 2000.

## Sistema de competición
Los seis equipos participantes se dividieron en dos grupos. Se jugaron un total de 10 partidos en cinco jornadas.

## Primera fase

### Grupo A
| Equipo             | Pts | PJ | PG | PE | PP | GF | GC | Dif |
| ------------------ | --- | -- | -- | -- | -- | -- | -- | --- |
| Papúa Nueva Guinea | 6   | 2  | 2  | 0  | 0  | 3  | 1  | +2  |
| Vanuatu B          | 1   | 2  | 0  | 1  | 1  | 3  | 4  | -1  |
| Vanuatu            | 1   | 2  | 0  | 1  | 1  | 2  | 3  | -1  |

| Fecha                    | Lugar     |           |                    | Resultado |                               |                    |
| ------------------------ | --------- | --------- | ------------------ | --------- | ----------------------------- | ------------------ |
| 17 de septiembre de 2022 | Port Vila | Vanuatu B | Bandera de Vanuatu | 1:2       | Bandera de Papúa Nueva Guinea | Papúa Nueva Guinea |
| 21 de septiembre de 2022 | Port Vila | Vanuatu   | Bandera de Vanuatu | 2:2       | Bandera de Vanuatu            | Vanuatu B          |
| 24 de septiembre de 2022 | Port Vila | Vanuatu   | Bandera de Vanuatu | 0:1       | Bandera de Papúa Nueva Guinea | Papúa Nueva Guinea |

### Grupo B
| Equipo          | Pts | PJ | PG | PE | PP | GF | GC | Dif |
| --------------- | --- | -- | -- | -- | -- | -- | -- | --- |
| Islas Salomón   | 4   | 2  | 1  | 1  | 0  | 3  | 2  | +1  |
| Fiyi            | 4   | 2  | 1  | 1  | 0  | 3  | 2  | +1  |
| Nueva Caledonia | 0   | 2  | 0  | 0  | 2  | 0  | 2  | -2  |

| Fecha                    | Lugar      |               |                          | Resultado |                            |                 |
| ------------------------ | ---------- | ------------- | ------------------------ | --------- | -------------------------- | --------------- |
| 17 de septiembre de 2022 | Luganville | Fiyi          | Bandera de Fiyi          | 1:0       | Bandera de Nueva Caledonia | Nueva Caledonia |
| 21 de septiembre de 2022 | Luganville | Islas Salomón | Bandera de Islas Salomón | 1:0       | Bandera de Nueva Caledonia | Nueva Caledonia |
| 24 de septiembre de 2022 | Luganville | Fiyi          | Bandera de Fiyi          | 2:2       | Bandera de Islas Salomón   | Islas Salomón   |

## Fase final

### Semifinales
| Fecha                    | Lugar      |                    |                               | Resultado      |                    |           |
| ------------------------ | ---------- | ------------------ | ----------------------------- | -------------- | ------------------ | --------- |
| 27 de septiembre de 2022 | Luganville | Papúa Nueva Guinea | Bandera de Papúa Nueva Guinea | 1:0            | Bandera de Fiyi    | Fiyi      |
| 27 de septiembre de 2022 | Luganville | Islas Salomón      | Bandera de Islas Salomón      | 1:1 (pen. 3:5) | Bandera de Vanuatu | Vanuatu B |

### Tercer lugar
| Fecha                    | Lugar      |               |                          | Resultado |                 |      |
| ------------------------ | ---------- | ------------- | ------------------------ | --------- | --------------- | ---- |
| 30 de septiembre de 2022 | Luganville | Islas Salomón | Bandera de Islas Salomón | 0:1       | Bandera de Fiyi | Fiyi |

### Final
| Fecha                    | Lugar      |                    |                               | Resultado      |                    |           |
| ------------------------ | ---------- | ------------------ | ----------------------------- | -------------- | ------------------ | --------- |
| 30 de septiembre de 2022 | Luganville | Papúa Nueva Guinea | Bandera de Papúa Nueva Guinea | 3:3 (pen. 4:1) | Bandera de Vanuatu | Vanuatu B |

## Goleadores
| Jugador         | Selección          | Goles |
| --------------- | ------------------ | ----- |
| Nigel Dabinyaba | Papúa Nueva Guinea | 3     |
| Raymond Gunemba | Papúa Nueva Guinea | 2     |
| Raphael Lea'i   | Islas Salomón      | 2     |
| Jordy Tasip     | Vanuatu B          | 2     |
| Reginold Ravo   | Vanuatu B          | 2     |